# Vigilante 8: Second Offense
Vigilante 8: Second Offense (in Japan bekend onder de naam Vigilante 8 2nd Battle) is een computerspel dat werd ontwikkeld door Luxoflux en uitgegeven door Activision. Het spel is een vervolg op Vigilante 8 en kwam uit op 16 december 1999. De speler moet met zijn groep Vigilante 8 tegen de Coyotes vechten. Deze bende heeft een nieuwe leider. In tegenstelling tot de vorige versie heeft dit speel nieuwe wapens, auto's en landschappen.
De DreamCast en Nintendeo 64 versie kan met vier speler gespeeld worden en de PlayStation versie met maximaal twee.

## Platforms
| Jaar | Platform                 |
| ---- | ------------------------ |
| 1999 | Nintendo 64, PlayStation |
| 2000 | Dreamcast                |

## Ontvangst
| Beoordeeld door                | Platform    | Datum             | Score |
| ------------------------------ | ----------- | ----------------- | ----- |
| Gamezilla                      | PlayStation | 14 februari 2000  | 87%   |
| IGN                            | Dreamcast   | 23 december 1999  | 86%   |
| Consoles Plus                  | Nintendo 64 | januari 2000      | 85%   |
| Absolute Playstation           | PlayStation | december 1999     | 81%   |
| GameSpot                       | Nintendo 64 | 19 november 1999  | 77%   |
| GameSpot                       | PlayStation | 19 november 1999  | 75%   |
| All Game Guide                 | Nintendo 64 | 2000              | 70%   |
| Player One                     | Nintendo 64 | januari 2000      | 60%   |
| Adrenaline Vault, The (AVault) | Dreamcast   | 6 maart 2000      | 40%   |
| The Video Game Critic          | Dreamcast   | 25 september 2000 | 0%    |